# La sfida del Numero Cinque
La sfida del numero cinque (The Fall of Five) è un romanzo di fantascienza per ragazzi scritto da James Frey usando lo pseudonimo di Pittacus Lore, personaggio che appare nell'opera stessa. Il libro è il quarto della serie letteraria intitolata Lorien Legacies.
Il romanzo è stato pubblicato in lingua originale il 14 agosto 2013, mentre in Italia è stato pubblicato il 17 aprile 2014.

## Trama
Sam è prigioniero nella base mogadoriana in Nuovo Messico dalla quale viene fatto evadere, durante l'attacco dei garde a Setrakus Ra, da suo padre Malcolm e da un mogadorian di nome Adam. Durante la fuga, Adam manifesta un potere simile ad una eredità dei garde e rimane indietro a combattere i soldati mogadorian per salvare Sam e Malcolm, che decidono di riunirsi con i garde solo in un secondo momento.
Contemporaneamente, i garde e Sara tornano alla base di Chicago, dove apprendono dai notiziari che Cinque sta cercando di mettersi in contatto con loro. John, Sara e Sei partono per l'appuntamento con Cinque, mentre rimangono alla base Sette, Otto e Nove. Durante il viaggio, John e Sei discutono dei loro sentimenti: John è innamorato di Sara e Sei ammette che la sua attrazione per John non è amore, per cui decidono di rimanere solo amici. Arrivati al luogo dell'appuntamento, incontrano Cinque, che si presenta da solo e senza forziere. Cinque rivela di essere in grado di volare e di far assumere al proprio corpo le proprietà del materiale che stringe in mano. Il gruppo è vittima di un attacco mogadorian, che viene respinto anche con l'aiuto di Sam e del padre, giunti sul finire dello scontro. Prima di ripartire per la base, Sam e Sei condividono un momento di intimità.
Ella legge la lettera lasciatale da Crayton, il suo cepan, ormai defunto, e scopre di non essere tecnicamente una garde perché era stata spedita sulla terra dal padre, sulla navicella vista in sogno da John.
Alla base, il gruppo cerca di fare squadra e per creare affiatamento i garde si riuniscono e raccontano a turno le proprie storie. Cinque rivela che il suo cepan, già molto vecchio, è morto a causa di una malattia. Inoltre, dice di non aver mai combattuto i mogadorian fino all'incontro con gli altri membri della garde. Malcom racconta di aver conosciuto personalmente Pittacus Lore, assieme al quale ha organizzato l'accoglienza sulla Terra dei rifugiati di Lorien. A causa del suo ruolo, è stato in seguito rapito e torturato dai mogadoriani che cercavano di rintracciare i nove ragazzi. La terribile esperienza gli ha lasciato una memoria dei fatti frammentaria.
Nei giorni che seguono, Cinque non riesce ad inserirsi nel gruppo già formato, anche se sviluppa una certa simpatia per Sette e Otto. Intanto Ella soffre degli incubi che le vengono procurati da Setrakus Ra, proprio come era successo a John e Otto. 
Il gruppo decide di andare a recuperare il forziere di Cinque e proseguire il loro allenamento in vista dello scontro con i mogadorian. Alla vigilia della partenza, Sam confessa a Sei i propri sentimenti. Sei non vuole avere una relazione con Sam per paura delle conseguenze che un coinvolgimento emotivo durante la guerra con i mogadorian potrebbe avere su uno dei due, qualora l'altro dovesse morire. Sei tuttavia ammette di essere attratta da Sam e il loro momento è interrotto da un incubo da cui Ella non riesce a svegliarsi. John tocca Ella e viene imprigionato anche lui nell'incubo.
Nessuno sa come risvegliare i due, così Cinque, Sei, Sette, Otto e Nove decidono di partire ugualmente, mentre Sam, Sara e Malcolm rimangono alla base con Ella e John. Una volta a destinazione, Cinque rivela il suo tradimento e sconfigge facilmente Sei e Nove, mentre propone a Sette e a Otto di unirsi a lui e ai mogadorian. Al loro rifiuto scaturisce una nuova battaglia che porta alla morte di Otto, che si sacrifica per salvare Nove. Sette, sconvolta, sviluppa una nuova eredità che le permette di manipolare il ghiaccio: acceca Cinque ad un occhio e riesce a scappare con Sei e Nove.
John, intrappolato nell'incubo di Ella, scopre di assistere ad una visione del futuro: in una Washington distrutta dalla guerra con gli alieni mogadoriani, una folla di umani è fatta riunire davanti al Lincoln Memorial al cospetto di Setrakus Ra ed Ella. Cinque consegna gli ultimi membri della resistenza (Sam e Sei) a Setrakus Ra, che li decapita e proclama Ella sua erede. John si risveglia a causa della cicatrice procurata dalla morte di Otto e si trova nel mezzo di un attacco dei mogadorian, che hanno scoperto la loro base. Ella viene rapita, ma John, Sara, Sam e Malcolm riescono a scappare, aiutati anche da Adam, appena arrivato, che promette di unirsi ai Lorien nella battaglia contro i mogadoriani.